# Delete (SQL)
Câu lệnh SQL DELETE xóa một hoặc nhiều hàng trong bảng dữ liệu. Nếu thực hiện câu lệnh DELETE với 1 điều kiện nào đó thì một số hàng thỏa điều kiện sẽ bị xóa đi, ngược lại tất cả các hàng sẽ bị xóa hết.

## Ví dụ thông thường
Xóa các hàng trong bảng pies với điều kiện giá trị trong cột flavor là Lemon Meringue:
```
DELETE FROM pies WHERE flavor='Lemon Meringue';
```

Xóa các hàng trong bảng trees, nếu giá trị trong cột height nhỏ hơn 80.
```
DELETE FROM trees WHERE height < 80;
```

Xóa tất cả các hàng trong bảng mytable:
```
DELETE FROM mytable;
```

Xóa các hàng trong bảng mytable sử dụng câu lệnh SELECT trong mệnh đề điều kiện:
```
DELETE FROM mytable WHERE id IN (SELECT id FROM mytable2)
```

Xóa các hàng trong bảng mytable sử dụng danh sách các giá trị điều kiện:
```
DELETE FROM mytable WHERE id IN (value1, value2, value3, value4, value5)
```

## Ví dụ với các bảng quan hệ
Giả sử có 1 cơ sở dữ liệu đơn giản chứa thông tin cá nhân và địa chỉ. Có nhiều người sống tại 1 địa chỉ, và cũng có thể có một người sống ở nhiều địa chỉ khác nhau (đây là ví dụ cho quan hệ nhiều-nhiều many-to-many relationship). Trong cơ sở dữ liệu chỉ có 3 bảng person, address, và pa, với dữ liệu như sau:
person
| pid | name |
| --- | ---- |
| 1   | Joe  |
| 2   | Bob  |
| 3   | Ann  |

address
| aid | description   |
| --- | ------------- |
| 100 | 2001 Main St. |
| 200 | 35 Pico Blvd. |

pa
| pid | aid |
| --- | --- |
| 1   | 100 |
| 2   | 100 |
| 3   | 100 |
| 1   | 200 |

Bảng pa liên kết 2 bảng person và address, thể hiện Joe, Bob và Ann cùng sống chung tại 2001 Main Street, nhưng Joe lại sống ở đường Pico Boulevard.
Để xóa thông tin về Joe khỏi cơ sở dữ liệu, phải thực thi 2 lệnh xóa:
```
DELETE FROM person WHERE pid=1
DELETE FROM pa WHERE pid=1
```